# Ignacio Carrasco de Paula
Ignacio Carrasco de Paula (ur. 25 października 1937 w Barcelonie) – kapłan katolicki, teolog specjalizujący się w sprawach rodziny i bioetyki. Z wykształcenia jest doktorem medycyny. Jest księdzem numerariuszem Opus Dei.

## Życiorys
W 1962 ukończył studia medyczne, specjalizując się w chirurgii. 8 sierpnia 1966 przyjął w Rzymie święcenia kapłańskie. W latach 1984–1994 był rektorem Papieskiego Uniwersytetu św. Krzyża. W latach 1994–2002 był dziekanem wydziału teologii moralnej Papieskiego Uniwersytetu św. Krzyża. W latach 2002–2009 był profesorem bioetyki na wydziale medycznym Uniwersytetu Sacro Cuore w Rzymie. Był doradcą Papieskiej Rady ds. Rodziny oraz Papieskiej Rady ds. Duszpasterstwa Służby Zdrowia.
W 2005 został sekretarzem Papieskiej Akademii Życia, a 1 lipca 2010 jej przewodniczącym.